# واکر (دهانه)
واکر یک دهانه برخوردی در ماه‌ است.

## دهانه‌های اقماری
این دهانه ۶ دهانه اقماری دارد.
| Walker | عرض جغرافیایی | طول جغرافیایی | قطر          |
| ------ | ------------- | ------------- | ------------ |
| A      | ۲۴.۹° S       | ۱۶۲.۰° W      | ۲۰.۰ کیلومتر |
| G      | ۲۶.۹° S       | ۱۵۸.۸° W      | ۲۰.۰ کیلومتر |
| N      | ۲۹.۰° S       | ۱۶۲.۶° W      | ۱۷.۰ کیلومتر |
| R      | ۲۶.۵° S       | ۱۶۳.۸° W      | ۱۷.۰ کیلومتر |
| W      | ۲۴.۶° S       | ۱۶۴.۳° W      | ۴۴.۰ کیلومتر |
| Z      | ۲۲.۴° S       | ۱۶۱.۹° W      | ۱۶.۰ کیلومتر |